# Phượng Dực
Phượng Dực là một xã ngoại thành phía nam Thủ đô Hà Nội, Việt Nam. Đây nguyên là một xã thuộc huyện cũ Phú Xuyên. Ngày 16 tháng 6 năm 2025, Ủy ban Thường vụ Quốc hội ban hành Nghị quyết số 1656/NQ-UBTVQH15, theo đó sắp xếp toàn bộ diện tích tự nhiên, quy mô dân số của các xã Hoàng Long, Hồng Minh, Phú Túc, Văn Hoàng và Phượng Dực thành xã mới có tên gọi là xã Phượng Dực.

## Địa lý
Xã Phượng Dực hiện tiếp giáp với 7 đơn vị hành chính:
- Phía bắc giáp xã Vân Hòa và xã Thượng Phúc
- Phía nam giáp xã Ứng Hòa và xã Chuyên Mỹ
- Phía tây giáp xã Ứng Thiên và xã Vân Đình
- Phía đông giáp xã Phú Xuyên